# InuYasha: kanketsu-hen
Az Inuyasha Kanketsu hen a 167 részes Inuyasha sorozat folytatása, ami végleg lezárja Inuyasha és barátai harcát Naraku ellen és megoldja a Szent Ékkő kérdését. Az Inuyasha Kanketsu hen egy 26 részes rövid lezáró szakasz, amit a szintén az erre a célra készített mangából készítettek.

## Történet
Inuyasháék, miután megtudták hogy Naraku szíve Akagóban van, akit Mouryoumaru védelmez a testében, a szellem keresésére indultak. Mouryoumaru, hogy megerősítse pajzsát, ellopta Kinka és Ginka páncéljának erejét, amivel áttörhetetlenné válik. Koga sem tétlenkedik, megszerzi ősei fegyverét, Sesshoumarut pedig a Tensaiga vezeti Toutousaihoz. Később színre lép Naraku új reinkarnációja Byakuya. Megismerjük Kikyou tervét Naraku megölésére, találkozhatunk Sesshoumaru anyjával és kiderül, hogy a félkarú kutyaszellem szíve mégsincs annyira kőből.
A történet kezdetén visszatérünk a régi kerékvágásba. Inuyasha és a többiek még mindig Narakut üldözik és megpróbálják megakadályozni a Szent Ékkő teljessé válását. Először mindenki lehetőséget kapott valamilyen új képesség megszerzésére. Koga például megszerzi a farkas démonok legerősebb fegyverét a Goraishit. Inuyasha szert tesz a Sárkánypikkelyes Tessaigára, Sesshoumaru pedig a Tokijin eltörése után a Tenseigát felhasználva megszerzi a Meido Zangetsuhát, az Alvilág Kapuját, viszont az Alvilág Kapuja ami átküldi a démonokat az Alvilágba korántsem volt tökéletes. Sessoumaru lesz az aki tökéletesíti. Később kiderül, hogy valaha a Tensaiga a Tessaiga része volt, csak Inutashia kettéválasztotta őket, ezzel megvonva a Tessaigát a Meido Zangetsuhától. Azzal, hogy Inutashia a Tensaigát Sesshoumarura hagyta, az volt a célja, hogy tökéletesítse a Meido Zangetsuhát és visszaadja a Tessaigának, hogy ismét a részese legyen ez a technika. Így tett szert Inuyasha az Alvilág Kapujára. Azonban Sesshoumarut sem kell sajnálni, mert azzal, hogy lemondott a Tensaigáról, és végre túllépett azon, hogy nem ő örökölte a Tessaigát, szert tett egy saját fegyverre, aminek az ereje megegyezik a Tessaigáével, sőt még a bal karját is visszakapja. Sango is szert tesz egy új fegyverre, méghozzá a Csonttörő erősebb változatára. A történetben több szereplő is lecserélődik. Miután Kagura, Akago, Hakudoushi és Moryumaru szövetkezett Naraku ellen, hogy megöljék, Naraku mindegyikkel leszámolt, de talán Kagurával volt a legkíméletlenebb, hisz visszaadta a szívét, de közben a testét megtöltötte mérges gázzal, amit nem tudott begyógyítani. Így egy virágos mezőn vesztette az életét, de legalább szabadon. Hakudoushit és Moryumarut megölette és Akagót visszaolvasztotta a testébe. Kagura helyett egy újabb szereplő is feltűnt, Byakuya. Sajnos miután Kikyo túlélte azt, ami a Hakurai szigeten történt, Narakunak mégis sikerült megölnie őt, de utolsó erejével belehelyezte a lelkének egy részét a Szent Ékkőbe, ami megtisztíthatja azt és vele együtt Narakut is. Később Viszont Kikyo jobbnak látta azt, hogy megmentsen egy életét, mint, hogy megöljék Narakut. Így a fényt az Ékkőből áthelyezte Kohaku testébe, aki attól fogva élhet már a szilánkja nélkül is. Kannát is feláldozta Naraku, pedig Kanna volt számára a tökéletes szolga. Miroku sorsa is pengeélen táncolt, hisz nem volt elég az, hogy Naraku mérges gáza hatására a beszippantott, testében lévő méreg folyamatosan haladt a szíve felé minden egyes szélörvény használata után, hanem még maga a szélörvény is instabillá vált és nem kellett neki sok, hogy beszippantsa Mirokut. Narakut azonban sikerült legyőzni közös erővel, de a java csak ezután következett, amikor Kagomét Byakuya aljas módon belehelyezte a Szent Ékkőbe arra kárhoztatva, hogy Midorikóval együtt örökre harcoljon annak belsejében. Inuyasha azonban nem hagyta magára szerelmét és még az Ékkő belsejébe is követte. Inuyasha hangja adott erőt Kagoménak, aki félve a sötétségben, majdnem örökre megpecsételte sorsát. Miután meghallotta Inuyasha hangját a megfelelőt kívánva az Ékkőtől, örökre elpusztult, vele Naraku is. Mivel az Ékkő elpusztult, az átjáró is a két világ között. Kagome a saját világába került, Inuyasha pedig a Középkori Japánba. Azután 3 hosszú év telt el, amikor Kagome már befejezte a középiskolát. Csak utána volt lehetősége átmenni a másik világba, de választania kellett a két világ közül, vagy a családjával marad, vagy Inuyashát választja. Ez utóbbit választotta és visszatért a középkori Japánba Inuyashához.
Addigra Sangonak és Mirokunak 3 gyerekük is született. Rin Kaedével élt együtt, hogy el tudja dönteni, hogy inkább Sesshoumaruval tart majd, vagy az emberekkel él tovább, de Sesshoumaru nem felejtette el Rint, mert mindig meglátogatja és különböző ajándékokat hoz neki.
Kagome és Inuyasha pedig 3 év után ismét együtt lehettek örökre.

## Részek
1. Naraku szíve
2. Kagura szele
3. Meidou Zangetsuha (Alvilági csapás)
4. A sárkánypikkelyes Tessaiga (Dakki)
5. Yourei-taisei kiképzése
6. Moryomaru halála
7. Az Azusa-hegy szentélye
8. A ragyogó csillagok között
9. Sesshomaru az Alvilágban
10. Szomorúsággal telt virágok
11. Kanna sírköve
12. Sango érzései és Miroku döntése
13. A tökéletes Meidou
14. Naraku nyomában
15. A jogos örökös (A fekete Tessaiga)
16. Hitomiko védőpajzsa
17. Magatsuhi gonosz terve
18. Az élet egy fontos pillanata
19. Kohaku szilánkja
20. A Szent ékkő teljes lesz
21. Naraku testében
22. A sötétség csapdájában
23. A fény csapdájában
24. Naraku bizonytalan kívánsága
25. Elérhetetlen érzések
26. A holnap felé

## Szereplők
Inuyasha, Higurashi Kagome, Shippou, Sango, Miroku, Kikyou, Naraku, Sesshoumaru, Kohaku